# Mesocolpia
Mesocolpia is een geslacht van vlinders van de familie spanners (Geometridae), uit de onderfamilie Larentiinae.

## Soorten
- M. consobrina (Warren, 1901)
- M. dexiphyma (Prout, 1937)
- M. lita (Prout, 1916)
- M. marmorata (Warren, 1899)
- M. nanula (Mabille, 1900)
- M. peremptata (Walker, 1862)
- M. protrusata (Warren, 1902)
- M. subcomosa Warren, 1901